# RS-814
Pour les articles homonymes, voir Route 814.
La RS-814 est une route locale du Nord-Est de l'État du Rio Grande do Sul qui relie la RS-122, sur le territoire de la municipalité de Flores da Cunha, à la commune de Nova Pádua. Elle est longue de 12,290 km.